# 16PF
16PF – kwestionariusz osobowości skonstruowany w 1956 przez Raymonda Cattela. Jego polskiej adaptacji dokonała w 1970 Maria Nowakowska, nadając mu skrót 16CO.
Kwestionariusz 16PF składa się z 16 skal, odpowiednio wyodrębnionych przez Cattela na podstawie danych Q cech źródłowych. Jest to metoda osadzona w koncepcji osobowości Cattella, stworzonej na bazie analizy czynnikowej. Na każdą ze skal przypada od 20 do 26 pozycji formułowanych w postaci pytań, na które można odpowiedzieć „tak”, „nie wiem” lub „nie”. Uzyskane wyniki zmienia się na steny. Dzięki temu można nakreślić profil ilustrujący położenie jednostki na 16 wymiarach osobowości. 
Kwestionariusz ma dwie wersje (każda z nich zawiera 184 pozycji i kilka pytań buforowych). Istnieje również skrócona wersja 16PF. Polska wersja składa się z 300 pytań (od 18 do 20 pytań przypadających na każdą skalę) oraz dwóch pytań buforowych i nie ma wersji równoległej. 
Według informacji PTPPTP, kwestionariusz nie ma w Polsce aktualnego wydania.
Poszczególne czynniki kwestionariusza Cattela to: 
- czynnik A: cyklotymia–schizotymia
- czynnik B: wysoka inteligencja–niska inteligencja
- czynnik C: dojrzałość emocjonalna–neurotyczność
- czynnik E: dominacja–uległość
- czynnik F: surgencja–desurgencja
- czynnik G: wysokie superego–niskie superego
- czynnik H: odporność psychiczna–brak odporności psychicznej
- czynnik I: wrażliwość–brak wrażliwości
- czynnik L: nadmierna podejrzliwość–brak podejrzliwości
- czynnik M: niekonwencjonalność–konwencjonalność
- czynnik N: racjonalizm–prostota
- Czynnik O: depresyjna niepewność siebie–pewność siebie
- czynnik Q1: radykalizm–konserwatyzm
- czynnik Q2: samowystarczalność–zależność od grupy
- czynnik Q3: wysoka samoocena–niska samoocena
- czynnik Q4: wysokie napięcie ergiczne–niskie napięcie ergiczne